# 艾氏硬頭魚
艾氏硬頭魚，為輻鰭魚綱銀漢魚目銀漢魚科的其中一種，分布於南澳大利亞艾爾湖流域，體長可達10公分，為熱帶魚類，棲息在礫石底質且水生植物生長的沼澤、溝渠、水塘及小溪流，生活習性不明。